# Nekojiru Gekijō
Nekojiru Gekijō (ねこぢる劇場 - ぢるぢるORIGINAL?, Nekojiru Gekijō - Jirujiru Original) è una serie televisiva anime basata sui manga di Nekojiru. L'adattamento conta ventisette episodi di 2 minuti, trasmessi nel 1998 dalla TV Asahi. L'anime si concentra sulle avventure quotidiane di due gattini, Nyatta e Nyako. L'opera, impermeata da un crudo umorismo nero non risparmia temi quali il cannibalismo tra animali, la morte, il razzismo, l'alcolismo e la tortura gratuita.

## Trama
Nyako e Nyatta sono due vivaci e terribili gattini che vivono in una cittadina popolata sia da animali che da umani. Solidali solo l'un con l'altra, le due pesti combinano disastri e marachelle per tutta la città, spesso fortuitamente impuniti anche dopo il verificarsi di veri e propri disastri.

## Personaggi
Nyako ( にゃーこ?)
Doppiata da: Sakura Uehara
La figlia maggiore. Indipendente e sicura di sé, Nyako ha come compagno d'avventure il fratello, col quale litiga sovente salvo poi far pace di fronte a nemici e difficoltà comuni.
 Nyatta ( にゃっ太 ?)
Doppiato da: Naomi Nagasawa
Il figlio minore. Ancora incapace di pronunciare parole di senso compiuto, il piccolo si limita a miagolare e a seguire come un'ombra la sorella. Grazie agli sforzi di quest'ultima impara a pronunciare un'unica parola: baka (lett. scemo).
 Nyan Gorō ( にゃん五郎 ?)
Doppiato da: Kenichi Ono
Taciturno capofamiglia. Quasi sempre intento a ciondolare per casa e ad ubriacarsi, il padre di Kyako e Nyatta in caso di necessità e su istigazione della moglie non si fa scrupolo di uccidere e cibarsi - o preparare per cena - gli amici dei figli, siano essi maiali o tanuki.
 Nya Sue ( にゃす江 ?)
Doppiata da: Misa Watanabe
Madre di Nyako e Nyatta, ha l'aspetto e i modi di una casalinga e donna di famiglia consumata. Dotata del buon senso di cui gli altri familiari sono sprovvisti, ella è tuttavia incapace di imporsi come salda figura autoritaria sia di fronte al pigro consorte che ai figli scapestrati.

## Episodi
| Nº | Titolo italiano (tradotto) Giapponese 「Kanji」 - Rōmaji                                |
| 1  | Il capitolo della scuola 「がっこうの巻」 - Gakkō no maki                               |
| 2  | Il capitolo dello scontro 「けんかの巻」 - Kenka no maki                                |
| 3  | Il capitolo della vecchia vicina 「となりのババアの巻」 - Tonari no babā no maki        |
| 4  | Il capitolo del bestiame 「かちくの巻」 - Kachiku no maki                               |
| 5  | Il capitolo dello scivolo 「すべり台の巻」 - Suberidai no maki                          |
| 6  | Il capitolo delle buone maniere 「おぎょーぎの巻」 - Ogyo ̄gi no maki                    |
| 7  | Il capitolo del razzo 「ロケットの巻」 - Roketto no maki                                |
| 8  | Il capitolo del taccheggiatore 「まんびきの巻」 - Manbiki no maki                       |
| 9  | Il capitolo del papà al lavoro 「はたらくおとーちゃんの巻」 - Hataraku oto ̄chan no maki |
| 10 | Il capitolo kaki 「カキの巻」 - Kaki no maki                                            |
| 11 | Il capitolo della caccia al tanuki 「たぬきがりの巻」 - Tanuki gari no maki             |
| 12 | Il capitolo del cemento 「コンクリの巻」 - Konkuri no maki                              |
| 13 | Capitolo 100 「100の巻」 - 100 no maki                                                  |
| 14 | Il capitolo delle talpe 「もぐらの巻」 - Mogura no maki                                 |
| 15 | Il capitolo del desiderio del vecchio 「じじいのねがいの巻」 - Jijī no negai no maki    |
| 16 | Il capitolo del festival 「おまつりの巻」 - Omatsuri no maki                            |
| 17 | Il capitolo di Tanaka 「たんかの巻」 - Tanaka no maki                                   |
| 18 | Il capitolo dello scemo 「バカの巻」 - Baka no maki                                     |
| 19 | Il capitolo del jam-pan del vecchio 「ジャムパンじじいの巻」 - Jamu pan jijī no maki    |
| 20 | Il capitolo del vecchio maiale 「ぶたじじいの巻」 - Buta jijī no maki                   |
| 21 | Il capitolo del robot operaio 「ロボ工員の巻」 - Robo kōin no maki                      |
| 22 | Il capitolo del pesce 「たねうおの巻」 - Taneuo no maki                                 |
| 23 | Il capitolo degli oggetti smarriti 「おとしものの巻」 - Otoshi mono no maki             |
| 24 | Il capitolo della casa stregata 「おばけやしきの巻」 - Obake ya shiki no maki           |
| 25 | Il capitolo degli avanzi 「ざんぱんの巻」 - Zanpan no maki                              |
| 26 | Il capitolo del nascondino 「かくれんぼの巻」 - Kakurenbo no maki                       |
| 27 | Il capitolo della guida 「ドライブの巻」 - Doraibu no maki                              |